# Jimmy Little

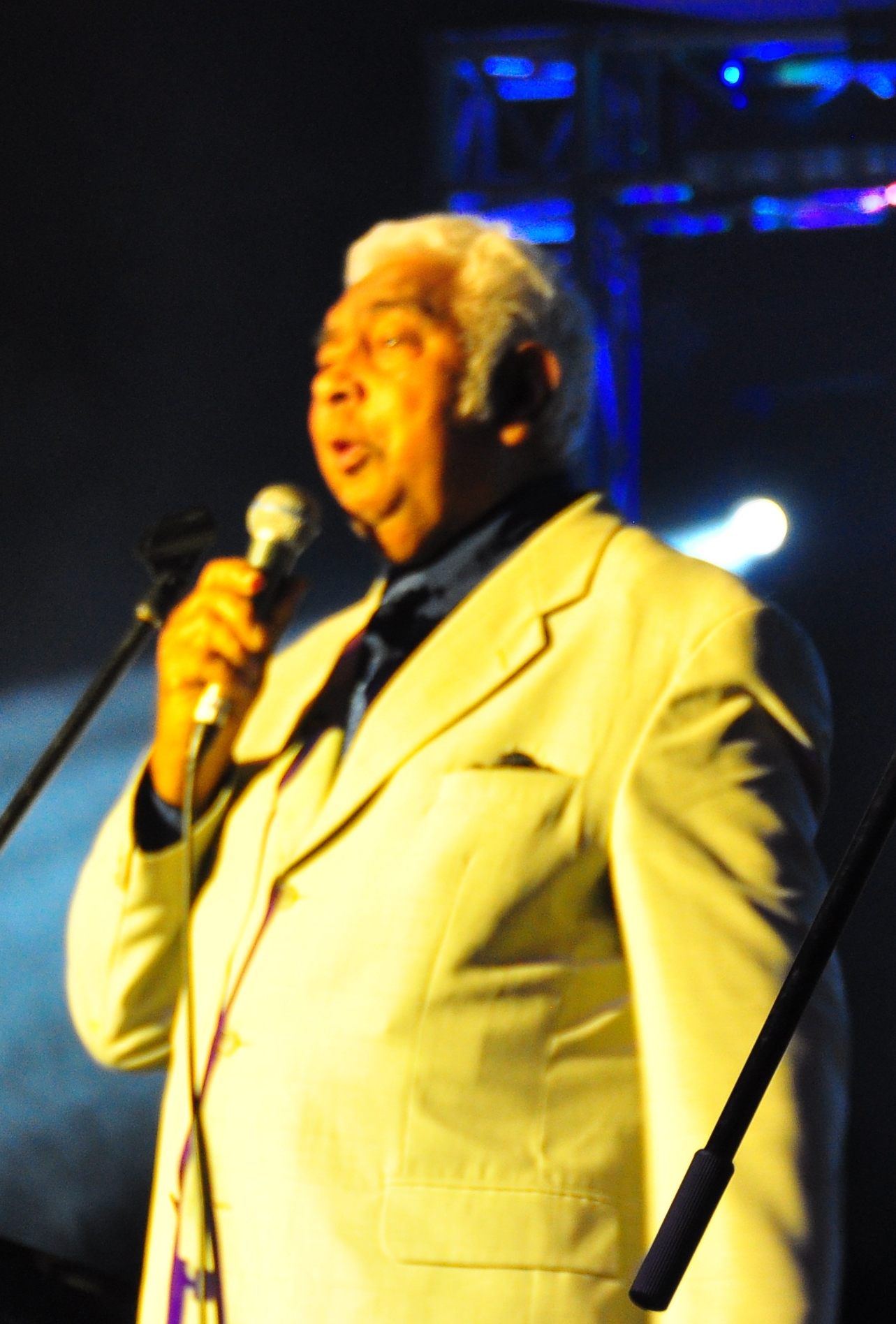
Jimmy Little, 2010

James Oswald „Jimmy” Little (ur. 1 marca 1937, zm. 2 kwietnia 2012) – aborygeński muzyk, kompozytor, gitarzysta i wokalista. Był jednym z najbardziej znanych australijskich muzyków pochodzenia aborygeńskiego. Tworzył pod wpływem takich muzyków jak Nat King Cole i Jim Reeves.

## Życiorys
Pochodził z klanu Yorta Yorta zamieszkującego obszary pomiędzy rzekami Goulburn i Murray (rzeka) w dzisiejszym stanie Wiktoria. W 1955 przeniósł się do Sydney, gdzie rozpoczął karierę jako muzyk country. Jego pierwszy singiel ukazał się w 1956. W tym czasie występował także jako aktor, debiutując w filmie ewangelicznym Shadow of the Boomerang autorstwa Billy’ego Grahama. Jego największym przebojem był jego 18 singiel „Royal Telephone”, który ukazał się s 1963.
W latach 80. i 90. Little zajmował się głównie aktorstwem. W 1999 nagrał jedną z najbardziej popularnych płyt Messenger, na której znajdowały się covery piosenek australijskich oryginalnie nagranych przez takich wykonawców jak The Cruel Sea, Paul Kelly, Crowded House czy Nick Cave.
W 2004 otrzymał Order Australii za jego osiągnięcia jako muzyka, a także za jego działalność charytatywną. W tym samym roku został uhonorowany nagrodą Australian Living Treasures.

## Dyskografia
- One Road (1964)
- The Country Sound of Jimmy Little (1969)
- Winterwood (1972)
- An Evening with Jimmy Little (1978)
- Yorta Yorta Man (1994)
- The Best of Jimmy Little (1994)
- Messenger (1999)
- Resonate (2001)
- Passage – 1959/2002 (2002)
- Down The Road (2003)
- Life's What You Make It (2004)
- The Definitive Collection: Jimmy Little (2004)